# Costas Ferris
Pour les articles homonymes, voir Ferris.
Costas Ferris (grec moderne : Κώστας Φέρρης) né le 18 avril 1935 au Caire en Égypte est un réalisateur, acteur, monteur et producteur grec.

## Biographie
Costas Ferris, né au Caire en Égypte, de parents grecs, déménage en Grèce en 1957, où il étudie en cinématographie. Il travaille sur plus de soixante films en tant qu'assistant directeur avant de réaliser son propre court métrage en 1961. Il réalise d'abord surtout des comédies parmi lesquelles, en 1965, une parodie de Certains l'aiment chaud : Certains l'aiment kaki.
À la suite du coup d'État des colonels en 1967, il s'exile à Paris, où il s'associe à divers groupes français d'avant-garde. C'est pendant son séjour à Paris qu'il écrit les paroles de l'album 666 des Aphrodite's Child.
Costas Ferris retourne en Grèce en 1973, après la fin de la dictature, où il est critique de films pour le journal Mesimvrini pendant deux ans. Il travaille pour la télévision en réalisant des documentaires et des fictions, entre autres. Son premier grand film est La Meurtrière. La couleur (alternance de noir et blanc et de couleurs) et de la profondeur de champ y sont utilisées pour exposer l'état d'esprit des personnages : le spectateur n'a accès qu'à leur perception de la réalité.

## Filmographie

### Réalisateur au cinéma
- 1961 : Les Paupières brillent court-métrage
- 1965 : Certains l'aiment en kaki (Merikes to protimoun khaki)
- 1974 : La Meurtrière (Η Φόνισσα), basé sur une nouvelle d'Alexandre Papadiamandis
- 1975 : Prométhée à la deuxième personne (Προμηθέας σε Δεύτερο Πρόσωπο)
- 1978 : Deux Lunes en août (Δύο Φεγγάρια τον Αύγουστο), basé sur Les Nuits blanches de Fiodor Dostoïevski
- 1983 : Rebétiko
- 1988 : Oh Babylone

### Acteur au cinéma
- 1965 : Une balle au cœur de Jean-Daniel Pollet
- 1967 / 1974 : Kierion de Dimos Theos
- 1975 : Prométhée à la deuxième personne
- 1978 : Deux Lunes en août

## Récompenses
- Meilleur réalisateur, en 1974, pour La Meurtrière, au  Festival du cinéma grec de Thessalonique
- Meilleur réalisateur, meilleur film, en 1978, pour Deux Lunes en août, au Festival du cinéma grec de Thessalonique
- Ours d'argent en 1984 au Festival international du film de Berlin, ainsi que cinq prix au Festival du cinéma grec de Thessalonique pour Rebétiko